# Arte de pesca
Artes de pesca é a forma como se denominam nas ciências, na engenharia de pesca e mesmo na legislação pesqueira os instrumentos ou aparelhos usados para pescar, como as redes de pesca ou o anzol.
Os diferentes tipos de artes de pesca foram desenvolvidos para capturar espécies aquáticas com diferente comportamento: as redes, principalmente as de emalhar e de cerco, são utilizadas para capturar peixes que vivem em cardumes; a linha e anzol são empregues na captura de predadores.
"Os utensílios de pesca são confeccionados com fibras naturais e/ou material artificial. As fibras têm que se apresentarem com as seguintes características: a) resistência ao manuseio da pesca; b) durabilidade; c) suportar constantes imersões na água; e d)suportar constantes exposições ao sol.
Os fios de origem natural utilizados na pesca pertencem ao grupo dos seguintes vegetais: sisal, manilha, canhono e algodão.
Os fios artificiais ou sintéticos surgiram pela primeira vez em 1889 com o nome de seda artificial. Em 1938 os americanos descobriram o “nylon 66”.
As armadilhas de pesca que não são confeccionadas com estes tipos de fibras ou fios, são com aramas, talo de carnaúba e taliscas de madeira especial." 